# Rebecca Rogers
Rebecca (Becky) Rogers – amerykańska brydżystka, World Life Master w kategorii Kobiet (WBF).
Rebecca Rogers pełniła szereg funkcji w organizacjach brydżowych:
- 1993-1994 konsultant w Zarządzie WBF;
- 1993-1994 członek Komisji Finansów WBF;
- 1993-1999 członek Komisji Prawnej WBF;
- 1993-1999 członek Komisji Punktów Mistrzowskich WBF;
- 1993-1999 członek Komisji Zasad i Regulaminów WBF;
- 1991-1994 członek Komisji Światowych Zawodów WBF;
- 1993-1994 członek Komisji Młodzieżowej WBF.

Rebecca Rogers w roku 1998 była członkiem Komisji Apelacyjnej na 10. Mistrzostwach Świata.

## Wyniki brydżowe

### Zawody światowe
W światowych zawodach zdobyła następujące lokaty:
| Mistrzostwa Świata. Konkurencja teamów | Mistrzostwa Świata. Konkurencja teamów | Mistrzostwa Świata. Konkurencja teamów  | Mistrzostwa Świata. Konkurencja teamów | Mistrzostwa Świata. Konkurencja teamów | Mistrzostwa Świata. Konkurencja teamów |
| Rok                                    | Miejsce                                | Zawody                                  | Kategoria                              | Drużyna                                | Pozycja                                |
| -------------------------------------- | -------------------------------------- | --------------------------------------- | -------------------------------------- | -------------------------------------- | -------------------------------------- |
| 2014                                   | Sanya                                  | 14. Seria Mistrzostw Świata             | Miksty                                 | Rivers                                 | 9                                      |
| 2003                                   | Monte Carlo                            | 36 Mistrzostwa Świata Teamów            | Kobiety                                | USA 2                                  | 4                                      |
| 2002                                   | Montreal                               | 11. Mistrzostwa Świata                  | Seniorzy                               | Cohen                                  | 15                                     |
| 2000                                   | Southampton                            | 34. Mistrzostwa Świata Teamów           | Trans                                  | Rogers                                 | 47                                     |
| 1997                                   | Hammamet                               | 33. Mistrzostwa Świata Teamów           | Trans                                  | Morse                                  | 63                                     |
| 1996                                   | Rodos                                  | 1. Mistrzostwa Świata Teamów Mikstowych | Miksty                                 | Kaplan                                 | 6                                      |

| Mistrzostwa Świata. Konkurencja par | Mistrzostwa Świata. Konkurencja par | Mistrzostwa Świata. Konkurencja par | Mistrzostwa Świata. Konkurencja par | Mistrzostwa Świata. Konkurencja par | Mistrzostwa Świata. Konkurencja par |
| Rok                                 | Miejsce                             | Zawody                              | Kategoria                           | Partner                             | Pozycja                             |
| ----------------------------------- | ----------------------------------- | ----------------------------------- | ----------------------------------- | ----------------------------------- | ----------------------------------- |
| 2010                                | Filadelfia                          | 13 Mistrzostwa Świata               | Miksty                              | Eric Rodwell                        | 37                                  |
| 2010                                | Filadelfia                          | 13. Mistrzostwa Świata              | Seniorzy                            | John Grantham                       | 11                                  |
| 2002                                | Montreal                            | 11. Mistrzostwa Świata              | Seniorzy                            | Mike Shuman                         | 36                                  |
| 2002                                | Montreal                            | 11 Mistrzostwa Świata               | Miksty                              | Jeff Meckstroth                     | 1                                   |
| 1998                                | Lille                               | 10 Mistrzostwa Świata               | Miksty                              | Bobby Wolff                         | 73                                  |

### Zawody europejskie
W europejskich zawodach zdobyła następujące lokaty:
| Zawody europejskie. Konkurencja teamów | Zawody europejskie. Konkurencja teamów | Zawody europejskie. Konkurencja teamów | Zawody europejskie. Konkurencja teamów | Zawody europejskie. Konkurencja teamów | Zawody europejskie. Konkurencja teamów |
| Rok                                    | Miejsce                                | Zawody                                 | Kategoria                              | Drużyna                                | Pozycja                                |
| -------------------------------------- | -------------------------------------- | -------------------------------------- | -------------------------------------- | -------------------------------------- | -------------------------------------- |
| 2003                                   | Mentona                                | 1. Otwarte Mistrzostwa Europy          | Miksty                                 | O'Rourke                               | 5                                      |

| Zawody europejskie. Konkurencja par | Zawody europejskie. Konkurencja par | Zawody europejskie. Konkurencja par | Zawody europejskie. Konkurencja par | Zawody europejskie. Konkurencja par | Zawody europejskie. Konkurencja par |
| Rok                                 | Miejsce                             | Zawody                              | Kategoria                           | Partner                             | Pozycja                             |
| ----------------------------------- | ----------------------------------- | ----------------------------------- | ----------------------------------- | ----------------------------------- | ----------------------------------- |
| 2003                                | Mentona                             | 1. Otwarte Mistrzostwa Europy       | Mikst                               | Jeff Meckstroth                     | 21                                  |

## Klasyfikacja
- Rebecca Rogers – klasyfikacja WBF (ang.)